# Стефка Петрова
Стефка Петрова е българска лекарка, специалистка по хранене и диететика, професор.

## Биография
Завършва Медицинската академия в София през 1974 г. Специализира хранителна епидемиология в Кеймбриджкия университет във Великобритания, „Информационен мениджмънт в областта на храненето“ в Университета Емори в Атланта, САЩ.
Дългогодишен ръководител е на лаборатория и секция „Хранене“ (1989-2005) към Националния център по опазване на общественото здраве (НЦИОЗ), заместник-директор на НЦИОЗ (2005-2009) и директор на НЦИОЗ (2009-2011). Тя е национален консултант по хранене и диететика към Министерството на здравеопазването на Република България (1995-2011), представител на България по „Хранене и хранителна политика“ към Световната здравна организация (1995-2011) и член на работната група по „Хранене и физическа активност“ към Европейския съюз (2008-2011).
Основната област, в която работи, е хранителна епидемиология и хранителна политика. Ръководител е на националните проучвания на храненето и хранителния статус на населението в България, на осем международни проекта със СЗО, УНИЦЕФ, Харвардския университет в САЩ, Европейската комисия, Европейския орган за безопасност на храните. Ръководител е на експертните групи за разработване на национални препоръки за здравословно хранене. Участва в разработката в над 40 здравнополитически и нормативни документи на Министерството на здравеопазването на Република България.
Проф. Петрова е един от българските лекари, номинирани от пациенти през 2015 г. в проекта на вестник „24 часа“ „Лекарите, на които вярваме“.
Омъжена е за проф. д-р Иван Петров, има един син.

## Публикации
- Над 150 публикации в наши и чужди научни списания, глави в чужди монографии
- Над 170 доклада на наши и международни научни конгреси, форуми, симпозиуми, конференции.

## Членство в научни дружества
- Научно дружество по хранене – Съюз на българските учени, от 1980
- Европейска академия на науките по хранене (EANS), от 1988 г.
- Българска асоциация по затлъстяване и съпътстващи заболявания, от 1996
- Международна асоциация по затлъстяване (IASO) от 1996.
- Консултативен съвет на Европейската асоциация за безопасност на храните (ЕАБХ)